# سمیح دروزه
سمیح دروزه (عربی: سمیح دروزة؛ ۱۹۳۰ – ۱۵ مه ۲۰۱۵) کارآفرین، بازرگان، سیاست‌مدار و مدیر ارشد اجرایی اردنی بود، که در سال ۱۹۷۸ شرکت داروسازی حکمه را تأسیس نمود.